# Komendantski prospekt (metrostation)
Komendantski prospekt (Russisch: Комендантский проспект) is een station van de metro van Sint-Petersburg. Het is het noordwestelijke eindpunt van de Froenzensko-Primorskaja-lijn en werd geopend op 2 april 2005. Station Komendantski prospekt is genoemd naar de straat waaronder het gelegen is, de Commandantslaan. In de planningsfase werd het station Bogatyrski prospekt (Reuzenlaan) en Komendantski aerodrom (Commandantsvliegveld) genoemd.
Het station ligt 78 meter onder de oppervlakte en beschikt over een perronhal met zuilengalerijen; om de draagkracht van de constructie te verhogen is tussen aantal zuilen een extra muur gebouwd. Het station heeft een ondergrondse stationshal met uitgangen aan de Komendantski prospekt, ter hoogte van het Komendantskaja plosjtsjad. Vanwege de nabijheid van een voormalig vliegveld is het station versierd met diverse mozaïeken die naar de luchtvaart verwijzen; boven de roltrappen is een eerbetoon aan de Russische luchtvaartpioniers aangebracht, aan het einde van de perronhal is een luchtballon afgebeeld en op de wanden tussen de arcades zijn piloten voor hun machines te zien.